# آدریانا مویزس پینتو
آدریانا مویزس پینتو (انگلیسی: Adriana Moisés Pinto؛ زادهٔ ۶ دسامبر ۱۹۷۸) بازیکن بسکتبال اهل برزیل است.
از باشگاه‌هایی که در آن بازی کرده‌است می‌توان به فینکس مرکوری اشاره کرد.
وی در مسابقات کشوری و بین‌المللی در مجموع برندهٔ ۲ مدال طلا، ۱ مدال نقره، ۴ مدال برنز شده‌است.